# Buzara frontinus
Buzara frontinus là một loài bướm đêm thuộc họ Erebidae. Loài này có ở coastal areas of miền nam Queensland và New South Wales.
Sải cánh dài khoảng 60 mm.
Ấu trùng ăn các loài Breynia.